# Bartomeu Porredon i Cirera
Bartomeu Porredon i Cirera, conegut com El Ros d'Eroles, (Castell-llebre, Oliana, 1795 - Clariana de Cardener, 1847) va ser un militar català, important capitost carlí durant les primera i segona guerres carlines.

## Orígens
Va néixer al mas Eroles del veïnat de les Anoves del municipi d'Oliana, Alt Urgell, el 4 d'abril de 1795. Va ser batejat a la parròquia de Castell-llebre (Peramola) perquè llavors el Mas d'Eroles hi pertanyia. Els seus pares, Juan i Serafina eren pagesos benestants i la mare procedia del llogaret de Santa Maria de la Cluella, sufragània de Sant Iscle i Santa Victòria de la Torre de Rialb, al bisbat d'Urgell. De ben jove es va traslladar a la vila d'Oliana on exercí l'ofici de carreter. A causa del color del seu cabell i tal com era habitual als pobles, va ser conegut, més que pel seu autèntic nom, com a Ros d'Eroles.
L'any 1822 va participar en l'aixecament reialista contra el govern liberal que va encapçalar la Regència d'Urgell i que més tard, el 1823, va acabar amb l'entrada dels Cent mil fills de Sant Lluís, que van propiciar la instauració de Ferran VII com a rei absolut. En acabar el conflicte es va quedar a Oliana com a tinent graduat, de capità dels voluntaris reialistes. El 1827 va participar activament a la Guerra dels Malcontents, tot i que va deixar les armes quan el rei va venir a Catalunya al capdavant de l'exèrcit, igual que els altres caps de la rebel·lió. En la repressió posterior, dirigida pel comte d'Espanya, va ser enviat al presidi d'El Hacho (Ceuta).

## Primera Guerra Carlina
El mes d'abril de 1834, durant la Primera Guerra Carlina ja havia tornat a agafar les armes i encapçalava una partida de 190 o 200 homes, per defensar els drets a la successió del tron de l'infant Carles Maria Isidre, el Carles V dels carlins, davant de la reina Isabel II, filla de Ferran VII.
Durant tota la guerra va participar en nombrosos combats amb sort diversa. Podríem destacar la seva participació, amb Torres, en la batalla del Perotillo, una masia avui desapareguda sota les aigües del pantà de Rialb, situada prop de la confluència entre la Ribera de Madrona o Riu de Pinell i el Segre. En aquest fet va causar una important desfeta en les forces isabelines que, a les ordres d'Azpiroz, havien sortit en columna del poble ocupat de Peramola.
El seu marc d'actuació van ser principalment les comarques de l'Alt Urgell, la Noguera i el Pallars, lloc d'origen d'ell mateix i de la gran majoria dels seus homes. Sempre va emprar el sistema de lluita de guerrilla, utilitzant el factor sorpresa i fugint ràpidament. L'estiu de 1836 ja constava com a cap de la Divisió de Lleida de l'exèrcit carlí amb el grau de coronel. Aquesta divisió es componia de dues brigades, compostes cadascuna d'elles per dos batallons d'infanteria. La primera brigada també disposava de vint cavalls.
El 29 de maig de 1837, al davant d'un petit escamot va anar a sol·licitar a l'expedició reial a Barbastre el seu pas a Catalunya. Va participar en la batalla de Gra en el comandament de l'ala dreta de l'exèrcit carlí. Va ser acusat d'haver propiciat la derrota carlina en aquella batalla a causa del fet que els seus homes, acostumats a la lluita de guerrilles en terrenys aspres, no van aguantar l'envestida de la cavalleria isabelina en camp obert.
El 30 d'octubre de 1839, va ser present a Organyà com a comandant de la plaça amb el grau de brigadier. Va ser aquell dia que va arribar al mas de Caselles el seu antic enemic, el comte d'Espanya, que acabava de ser destituït com a cap de l'exèrcit carlí. Tots els indicis indiquen que el Porredon estava al corrent dels fets que la nit del 2 al 3 de novembre van matar el comte. Com la resta de l'exèrcit carlí va passar a França en acabar la primera guerra carlina.

## Segona Guerra Carlina
El 1846 es va produir un nou aixecament carlí, la Segona Guerra Carlina, que van ser dirigides a les comarques de Lleida per Benet Tristany. Porredon va tornar a l'activitat i el 16 de febrer de 1847 va participar en l'assalt a la ciutat de Cervera.
El 16 de maig de 1847, va emmalaltir i es va refugiar a can Borrelles de Clariana de Cardener, al Solsonès. Allà, per la confidència d'un delator, el van localitzar les forces isabelines que el perseguien i, estant al llit malalt, el van assassinar a cops de baioneta sense deixar-lo aixecar del terra. L'endemà, tot i mort, van fer asseure el seu cadàver en un banc al firal de Solsona i el van afusellar per l'esquena amb els seus companys de revolta: mossèn Benet Tristany, capturat, per traïció, el mateix dia a Llanera i mossèn Josep Rosell d'Àger i Valeri Roca de l'Aranyó, ajudant de camp i gendre de Porredon, respectivament, que van ser capturats en l'acció de Clariana de Cardener.